# متلازمة تسرب الأمعاء
متلازمة تسرب الأمعاء أو متلازمة الأمعاء الراشحة (بالإنجليزية: Leaky gut syndrome)‏ هي حالة افتراضية غير معترف بها طبيا. 
في حين يعترف العلم السائد بزيادة نفاذية الأمعاء («تسرب الامعاء»)، إلا أن المطالبات بوجود «متلازمة تسرب الأمعاء» كعلاج طبي مميز تصدر غالباً عن خبراء التغذية وممارسي الطب البديل. يدعي المؤيدون أن «الأمعاء التسربية» تسبب التهابا مزمنا في جميع أنحاء الجسم مما يؤدي إلى مجموعة واسعة من الحالات، ومنها متلازمة التعب المزمن، والتهاب المفاصل الروماتويدي، والذئبة، والصداع النصفي، والتصلب المتعدد، والتوحد. لا يوجد سوى القليل من الأدلة اعتبارا من عام 2016، تدعم الادعاء القائل بتسبب «متلازمة تسرب الأمعاء» بهذه المجموعة الواسعة من الأمراض.
وقد وصف ستيفن باريت «متلازمة الأمعاء المتسربة» بالبدعة التشخيصية، وبينما يستخدم مؤيديها هذه الحالة المزعومة كفرصة للترويج لعدد من العلاجات البديلة من وجبات غذائية وأعشاب ومكملات غذائية. كتب سيث كاليشمان عام 2009 حول ادعاء بعض «العلماء الزائفون» بأن مرور البروتينات من خلال الأمعاء «المتسربة» هو ما يسبب التوحد. حظي الاعتقاد بأن «تسرب الأمعاء» قد يسبب التوحد في الواقع على شعبية بين عامة الناس، بيد أن الأدلة ضعيفة والأدلة الموجودة متضاربة مع بعضها البعض. 
يحاول المناصرين الترويج لشتى العلاجات المختلفة لما يسمونه «متلازمة تسرب الأمعاء»، مثل المكملات الغذائية، والبروبيوتيك، والعلاجات العشبية، والأطعمة الخالية من الغلوتين، والفودماب المنخفضة، والسكر المنخفض، أو الوجبات الغذائية المضادة للفطريات، ولكن لا يوجد سوى القليل من الدلائل على تحقيق هذه العلاجات المطروحة لأي فائدة تذكر. ولم يجري اختبار أي منها على نحوٍ كاف لتحديد ما إذا كانت آمنة وفعالة لهذا الغرض. لا يوصى المعهد الوطني للصحة وتفوق الرعاية (نيس) باستخدام الوجبات الغذائية الخاصة لإدارة الأعراض الرئيسية للتوحد.

## ميكروبات الأمعاء ومتلازمة الأمعاء المتسربة
الأمعاء موطن لمجموعة واسعة من البكتيريا تسمى ميكروبات الأمعاء، تساعد هذه البكتيريا على الهضم وحماية جدار الأمعاء ودعم وظيفة المناعة الطبيعية. ربما تنطوي متلازمة الأمعاء المتسربة على اختلال توزان ميكروبات الأمعاء.
وفقاً لمقال نُشر عام 2016، يمكن لاختلال توازن ميكروبات الأمعاء أن تثير استجابة الجسم المناعية. وهذا يؤدي إلى التهاب الأمعاء وزيادة نفاذية الأمعاء (IP). توصف زيادة نفاذية الأمعاء بمدى سهولة تسرب المواد من الأمعاء إلى مجرى الدم.

## الرابط بين متلازمة الأمعاء المتسربة والظروف الصحية الأخرى
ربما تسهم الأمعاء المتسربة في العديد من الحالات الصحية. تتضمن الأمثلة:
- متلازمة القولون العصبي (IBS)
- مرض كرون
- مرض الاضطرابات الهضمية
- مرض الكبد المزمن
- داء السكري
- الحساسية الغذائية والحساسيات
- متلازمة المبيض المتعدد الكيسات

لا يزال من غير الواضح ما إذا كانت متلازمة الأمعاء المتسربة من أسباب أو من أعراض هذه الحالات.
ومع ذلك، تشير مقالة مراجعة عام 2015 إلى أن زيادة نفاذية الأمعاء ربما تساهم في تطور مرض التهاب الأمعاء (IBD). تظهر مراجعة مستقلة عام 2019 أدلة على حدوث زيادة نفاذية الأمعاء قبل ظهور مرض السكري من النمط الأول.
بحث العلماء أيضًا في محور القناة الهضمية (العلاقة بين السبيل الهضمي والدماغ)، وقد أشارت مراجعة عام 2017 إلى أن الأمعاء المتسربة ربما تساهم في الحالات الصحية العقلية مثل القلق والاكتئاب. ومع ذلك، يحتاج العلماء إلى إجراء مزيد من البحوث لدعم هذا الادعاء.

## الأعراض
تشترك الأمعاء المتسربة في كثير من أعراضها مع حالات صحية أخرى. ما يمكن أن يجعل الحالة صعبة التحديد على الأطباء.
ربما تسبب أو تساهم الأمعاء المتسربة في الأعراض التالية:
- الإسهال المزمن والإمساك أو الانتفاخ
- نقص غذائي
- إعياء
- الصداع
- تشويش
- صعوبة في التركيز
- مشاكل الجلد، مثل حب الشباب أو الطفح الجلدي أو الأكزيما
- ألم المفاصل
- التهاب واسع النطاق

## الأسباب وعوامل الخطر
لا يعرف الخبراء حتى الآن بالضبط ما الذي يسبب متلازمة الأمعاء المتسربة. ومع ذلك، يمكن لعوامل خطر مختلفة تعطيل ميكروبات الأمعاء والمساهمة في زيادة نفاذية الأمعاء. تتضمن الأمثلة:
- سوء التغذية
- تعاطي المسكرات
- العدوى
- اضطرابات المناعة الذاتية، مثل مرض الذئبة.
- داء السكري
- ضغط عصبي

## العلاج وتحسين صحة الأمعاء
نظراً إلى أن العديد من الأطباء لا يعتبرون الأمعاء المتسربة حالة طبية مشروعة، فلا يوجد علاج قياسي. ومع ذلك، قد تساعد بعض الحميات الغذائية المعينة وتغيير نمط الحياة الناس على تحسين صحة الأمعاء.
قد تساعد النصائح الغذائية التالية في تحسين صحة الأمعاء:
- تناول المزيد من البروبيوتيك لزيادة بكتيريا الأمعاء المفيدة.
- تناول الأطعمة الغنية بالألياف البريبايوتيكية، مثل الخضروات والحبوب الكاملة.
- تناول كميات أقل من اللحوم والألبان والبيض.
- تجنب السكر المضاف والمحليات الاصطناعية.
- يمكن أن تحسن التغييرات التالية في نمط الحياة الهضم وتدعم الأمعاء الصحية:
- ممارسة الرياضة بانتظام
- الحصول على قسط كاف من النوم كل ليلة.
- الحد من التوتر
- تجنب الاستخدام غير الضروري للمضادات الحيوية.
- الإقلاع عن التدخين.

ماهي أفضل حمية لمتلازمة تسرب الأمعاء؟ [1]
وفقاً لمراجعة عام 2018، قد يؤدي وجود تنوع بيولوجي منخفض في بكتيريا الأمعاء إلى زيادة الإصابة بنفاذية الأمعاء والالتهابات. ربما يزيد من خطر الإصابة بالعديد من الحالات، بما في ذلك مرض التهاب الأمعاء والسمنة.
لذلك ربما يستفيد الناس من اعتماد نظام غذائي يزيد من تنوع البكتيريا داخل الأمعاء. من المحتمل أن يتطلب ذلك دمج المزيد من الأطعمة التي تحوي البروبيوتيك والتي تدعم نمو بكتيريا الأمعاء المفيدة.
من أمثلة هذه الأطعمة:
- الزبادي بروبيوتيك
- اللبن الزبادي المخمر أو الكفير
- الأطعمة المخمرة الأخرى، مثل الكيمتشي ومخلل الملفوف والماسو
- خبز العجين المخمر
- بعض الأجبان
- الأطعمة الأخرى التي ربما تحسن صحة الأمعاء:
- الخضروات مثل الباذنجان والقرنبيط والملفوف والجزر والكوسا.
- الفواكه بما في ذلك التوت البري والعنب والبرتقال والبابايا والفراولة.
- المكسرات والبذور، مثل اللوز والفول السوداني والكاجو وجوز الصنوبر.
- منتجات الألبان الخالية من اللاكتوز وبدائل الألبان، بما في ذلك الجبن الصلب واللبن الخالي من اللاكتوز وبدائل الحليب النباتي.
- الحبوب مثل الشوفان والذرة والأرز والكينوا.